# Karl Bernhard (Ingenieur)

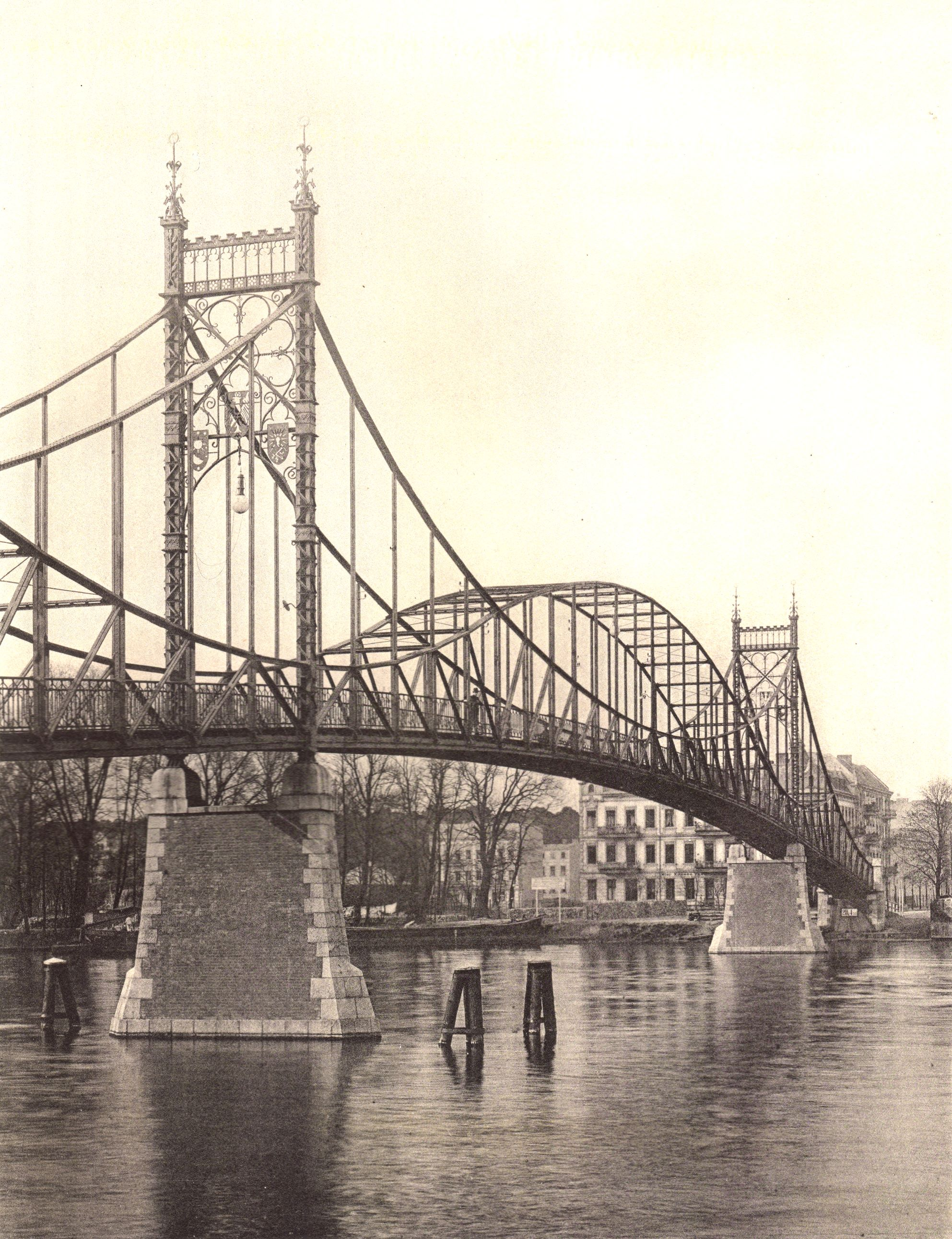
Der im Zweiten Weltkrieg zerstörte Kaisersteg in Berlin-Oberschöneweide

Karl Bernhard (* 4. November 1859 in Goldberg; † 30. März 1937 in Berlin-Wannsee) war ein deutscher Bauingenieur.

## Leben
Karl Bernhard studierte Bauingenieurwesen an der Technischen Hochschule Hannover, seine Lehrer waren unter anderem Georg Barkhausen und Heinrich Müller-Breslau. Nach dem ersten Staatsexamen arbeitete Bernhard bis 1887 als Regierungsbauführer (Referendar) bei der Königlichen Eisenbahn-Direktion Frankfurt. Hier wirkte er beim Bau des Frankfurter Hauptbahnhofs mit. In den Jahren von 1888 bis 1898 erhielt er nach bestandenem zweiten Staatsexamen als Regierungsbaumeister (Assessor), das er mit Auszeichnung bestand und dafür eine Reiseprämie vom Minister der öffentlichen Arbeiten erhielt, eine Anstellung im Technischen Büro der kommunalen Bauverwaltung Berlins, das James Hobrecht leitete.
Im Auftrag des Magistrats konstruierte er nun zahlreiche Brücken, darunter die Oberbaumbrücke, die Lutherbrücke und die Moabiter Brücke. 1898 eröffnete er in Charlottenburg bei Berlin ein eigenes Konstruktionsbüro für Statik und Bauingenieurwesen und arbeitete als selbstständiger Bauingenieur. Bekannte Architekten wie Peter Behrens oder Hermann Muthesius erteilten ihm Aufträge, wodurch Bernhard als Ingenieur an einigen bedeutenden Bauten der Moderne wie der AEG-Turbinenhalle an der Huttenstraße in Berlin-Moabit beteiligt war. Von 1898 bis 1930 lehrte er zudem als Privatdozent für Eisen-, Hoch- und Brückenbau an der Technischen Hochschule Berlin.
Karl Bernhard starb 1937 im Alter von 77 Jahren in Berlin-Wannsee. Sein Grab auf dem Friedhof Wannsee II ist erhalten. Als Grabmarkierung dient eine breite Stele aus Sandstein.

## Werk

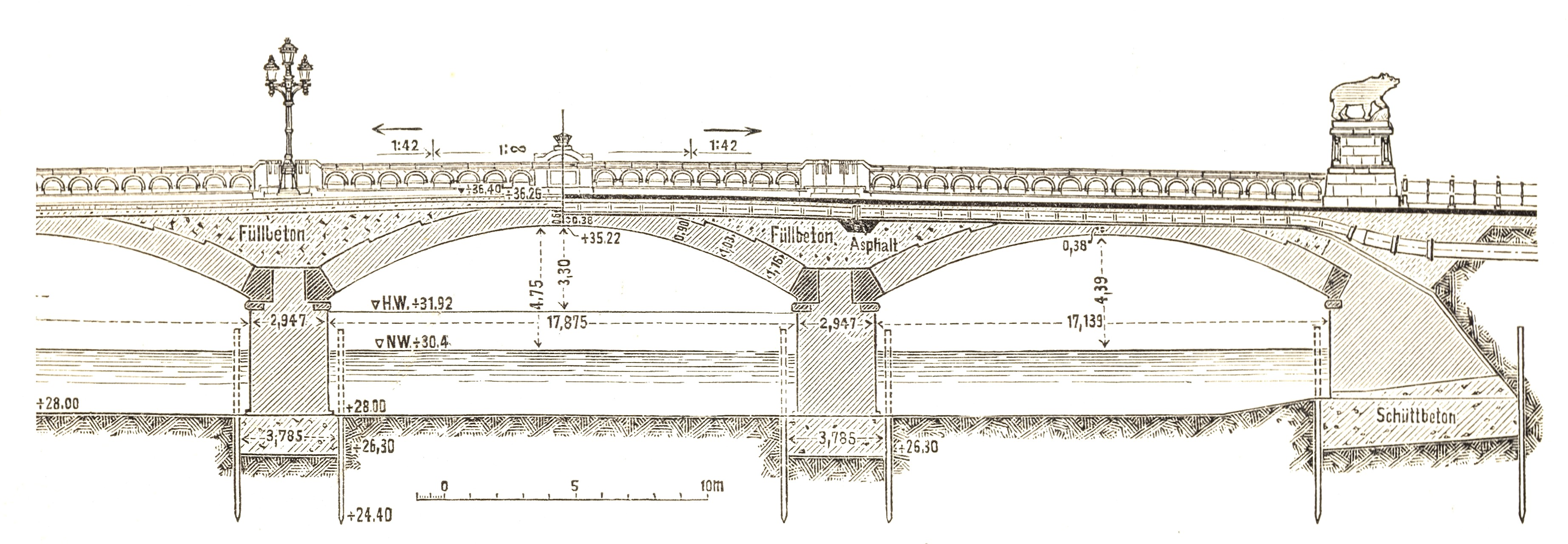
Moabiter Brücke

| 1891–1892 | Lutherbrücke in Berlin-Moabit |
| 1893–1894 | Moabiter Brücke in Berlin-Moabit (Architekt: Otto Stahn)                                                                                              |
| 1897      | Kaisersteg in Berlin-Oberschöneweide (mit Heinrich Müller-Breslau; im Zweiten Weltkrieg zerstört)                                                     |
| 1900–1903 | Städtische Gasanstalt in Rixdorf (Berlin-Neukölln) |
| 1903–1904 | Treskowbrücke in Berlin-Oberschöneweide (1934 durch Neubau ersetzt)                                                                                   |
| 1906      | Erweiterungsbau für die Allgemeine Versicherungs-AG Victoria in Berlin-Kreuzberg, Lindenstraße (Architekt: Wilhelm Walther)                           |
| 1906      | Cyklon Maschinenfabrik in Berlin-Friedrichshain, Boxhagener Straße 80 (abgerissen 2006)                                                               |
| 1908–1909 | Stubenrauchbrücke in Berlin-Niederschöneweide |
| 1908–1909 | Stößenseebrücke in Berlin-Spandau |
| 1908–1909 | Freybrücke in Berlin-Wilhelmstadt (2015–17 durch Neubau ersetzt)                                                                                      |
| 1909      | Turbinenhalle der AEG in Berlin-Moabit, Huttenstraße 12–16 (Architekt: Peter Behrens)                                                                 |
| 1908–1910 | Wohn- und Gewerbeanlage Erdmannshof in Berlin-Kreuzberg, Paul-Lincke-Ufer 39/40 (Architekten: Ernst Schneckenberg und Otto Erdmann)                   |
| 1910      | Hochspannungsfabrik der AEG in Berlin-Gesundbrunnen (Architekt: Peter Behrens)                                                                        |
| 1911      | Elektrizitätswerk in Straßburg (gemeinsam mit Alfred Löwe)                                                                                            |
| 1912–1913 | Fabrikgebäude für die Mechanische Seidenweberei Michels & Cie. in Nowawes bei Potsdam (Architekt: Hermann Muthesius)                                  |
| 1913      | Kaiser-Wilhelm-Brücke in Fürstenwalde/Spree |
| 1914      | Elektrizitätswerk in Heinrichshof (Oberschlesien) (heute: Sosnowiec)                                                                                  |
| 1922–1923 | Bundeshaus des Allgemeinen Deutschen Gewerkschaftsbundes (ADGB) in Berlin (Architekten: Max Taut und Franz Hoffmann)                                  |
| 1924      | Verbandshaus der Deutschen Buchdrucker (später IG Druck und Papier) in Berlin-Kreuzberg, Dudenstraße 10–16 (Architekten: Max Taut und Franz Hoffmann) |
| 1929      | Warthebruch-Brücke bei Fichtwerder (heute: Świerkocin)                                                                                                |
| 1929–1930 | Büro- und Geschäftshaus der Reichselektrowerke, seit 1930 Lenz-Haus, in Berlin-Tiergarten, Kurfürstenstraße 87 (Architekt: Heinrich Straumer)         |
| 1930(?)   | Wuthenow-Brücke über die Netze zwischen Driesen und Kreuz (Neumark)                                                                                   |
| 1930–1932 | Erweiterungsbau für den Allgemeinen Deutschen Gewerkschaftsbund (ADGB) in Berlin, Wallstraße und Märkisches Ufer (Architekt: Walter Würzbach)         |